# A.C. Milan w sezonie 1926/1927

Klubowe barwy Milanu

Osiągnięcia piłkarskiego zespołu A.C. Milan w sezonie 1926/1927.

## Osiągnięcia
- Mistrzostwa Włoch: 6. miejsce
- Puchar Włoch: awans do 1/16 finału[1]

## Podstawowe dane
- Oficjalna nazwa klubu: Milan Football Club
- Siedziba klubu: Via Meravigli 7
- Boisko: San Siro
- Prezes klubu:  Piero Pirelli I
- Trener zespołu:  Herbert Burgess
- Kapitan drużyny:  Gianangelo Barzan